# Sata salamaa
"Sata salamaa" ("Cem relâmpagos") foi a canção escolhida para representar a Finlândia no Festival Eurovisão da Canção 1987, interpretada em finlandês por Vicky Rosti e a banda Boulevard. Foi a décima-oitava canção a ser interpretada na noite do evento, a seguir à canção cipriota "Aspro Mavro", interpretada por Alexia) e antes da canção dinamarquesa "En lille melodi", interpretada por Anne-Cathrine Herdorf & Drengene. Terminou num modesto 15.º lugar, recebendo 32 pontos.
Apesar da fraca classificação naquele concurso, o certo é que uma  das mais populares canções  no seu país natal, entre as que representaram o país naquele festival, surge em vários concursos de novos talentos para serem imitados por novos cantores, tendo várias covers de outros artistas finlandeses, a última das quais por Antti Tuisku de 2015.
A canção teve uma versão em inglês "Firenight" que surgiu no lado B do single.

## Autores
- Letrista: Veli-Pekka Lehto
- Compositor: Petri Laaksonen
- Orquestrador: Ossi Runne

## Single
- Lado A: Sata salamaa
- Lado B : Firenight